# William Murdoch (ingenjör)
William Murdoch (eller Murdock), född 21 augusti 1754 i Cumnock, East Ayrshire, död 15 november 1839 i Handsworth vid Birmingham, var en skotsk ingenjör och uppfinnare.
Murdoch anställdes 1777 vid Boulton and Watts järnverk i Soho nära Birmingham och blev delägare i rörelsen, sedan han genom uppfinningen av sliden och excenterskivan väsentligt bidragit till fullkomnandet av James Watts ångmaskin. År 1784 konstruerade Murdoch en högtrycksmaskin och 1803 en ångkanon, varjämte han uttänkte olika användningar av komprimerad luft m.m. samt lyckades 1792 genom pyrolys av stenkol framställa lysgas i större skala. Senare ägnade han sig med framgång åt gasbelysningens utveckling och ansågs länge som lysgasens egentlige uppfinnare, ehuru han fått dela denna ära med andra.  Han tilldelades Rumfordmedaljen 1808.
Asteroiden 6012 Williammurdoch är uppkallade efter honom.